# Malšín
Malšín, dříve také Malšiny nebo Myšlany (německy Malsching) je obec v okrese Český Krumlov, kraj Jihočeský. Žije zde 164 obyvatel.

## Historie
První písemná zmínka o Malšínu pochází z roku 1339. Od zavedení obecního zřízení v polovině 19. století do 30.6.1985 byl Malšín osadou Ostrova. Od 1.7.1985 do 14.8.1990 byl Malšín částí Vyššího Brodu. Od 1. srpna 1990 je Malšín samostatnou obcí.

## Části obce
Malšín leží v okrese Český Krumlov v Jihočeském kraji. Příslušnou obcí s rozšířenou působností je okresní město Český Krumlov.
Malšín má dvě části, vlastní Malšín a Ostrov. Obě vesnice leží v katastrálním území s názvem Ostrov na Šumavě (kromě nich zahrnuje také samoty Zadní Ostrov a Větrná). Území obce se ale kromě toho skládá z dalších pěti katastrálních území, které spadají pod část Ostrov:
- Boršov u Loučovic,
- Horní Okolí (zahrnuje Dolní Okolí),
- Horní Dlouhá (zahrnuje Dolní Dlouhou, Lhotku, Rejty a Všímary),
- Šafléřov (zahrnuje samoty Chvalín a Vojtín),
- Běleň (zahrnuje Brannou a Zábraní).

## Kulturní památky
- Kostel Srdce Ježíšova, původně zasvěcený svaté Markétě[6]
- poutní kaple Panny Marie Pomocné (původně Neposkvrněného početí Panny Marie) na vrchu Thumberg

## Další fotografie

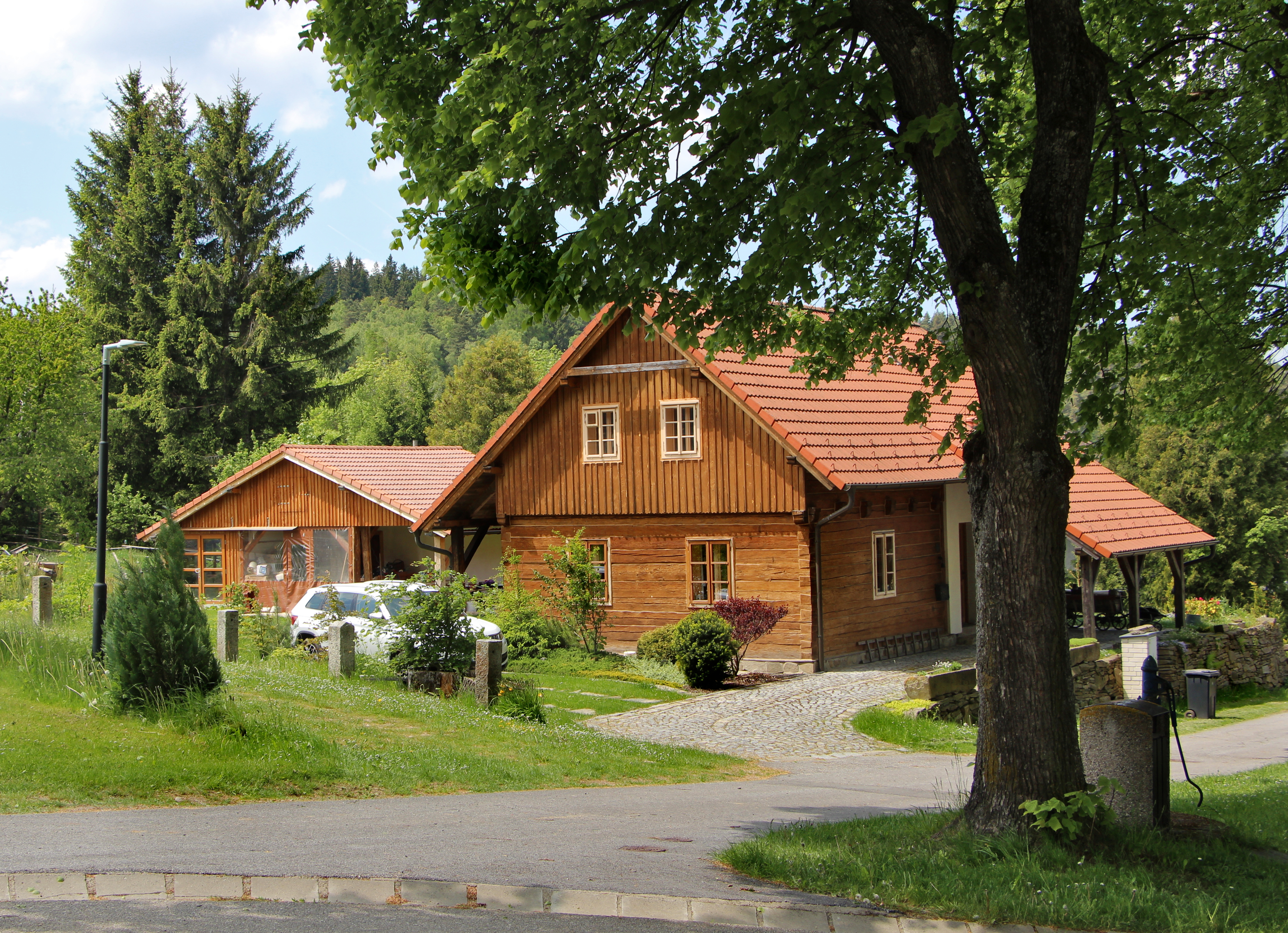
Dům čp. 2
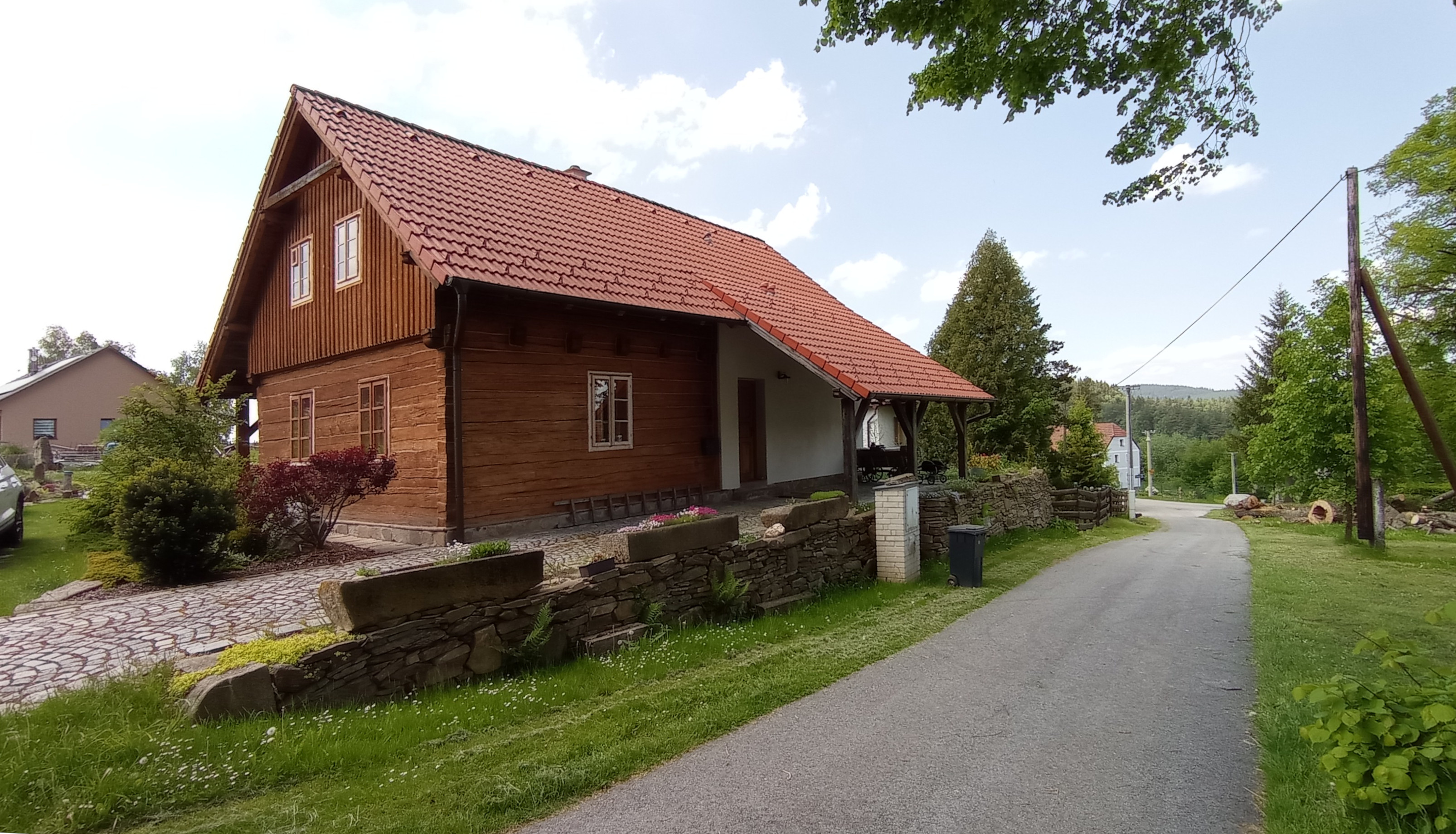
Dům čp. 60
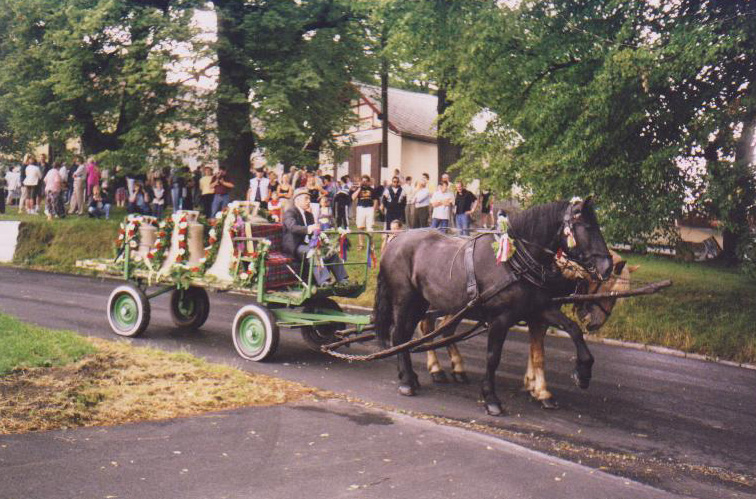
Svěcení zvonů (2001)
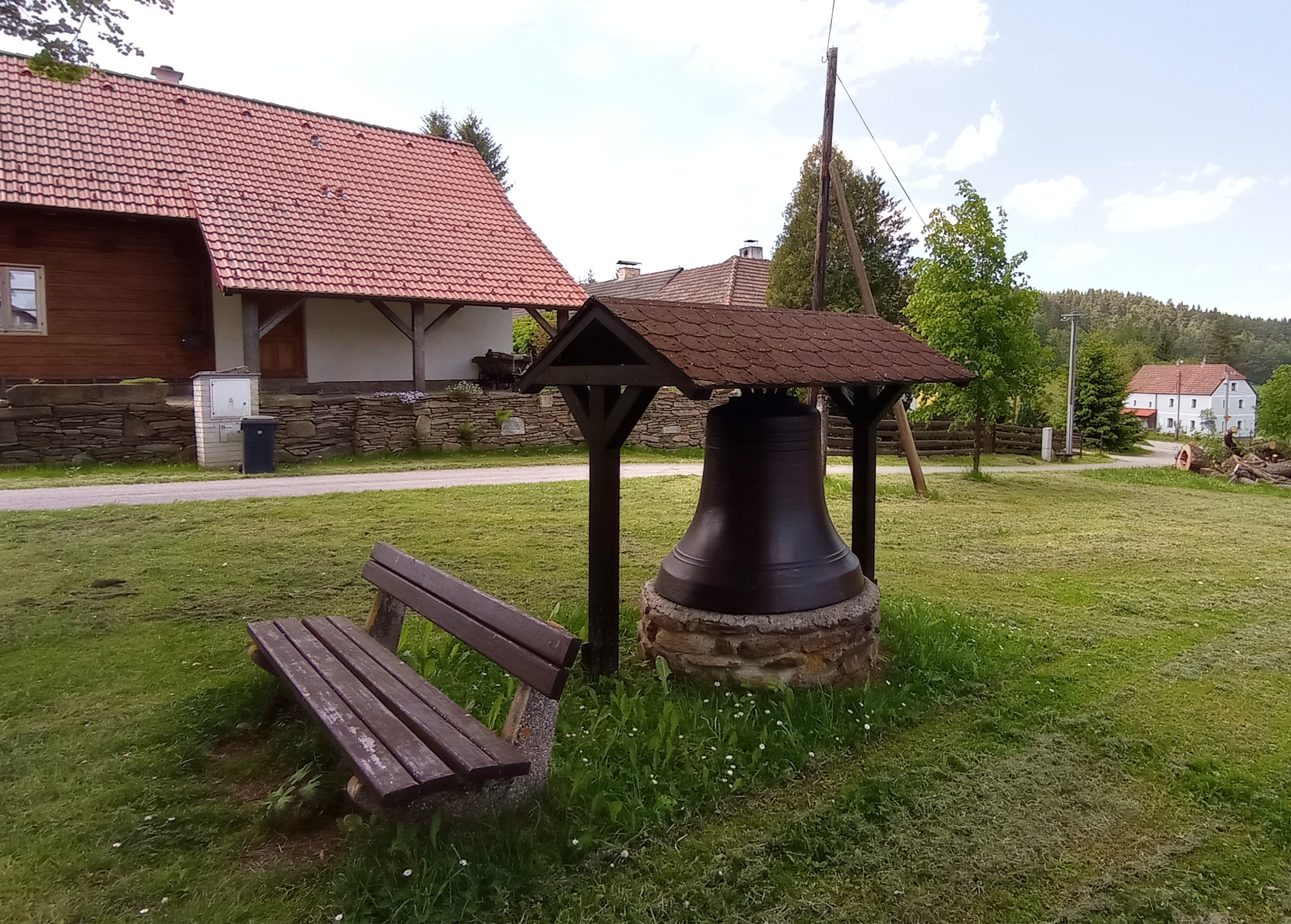
Zvon vystavený v centru obce